# 프리바트방크

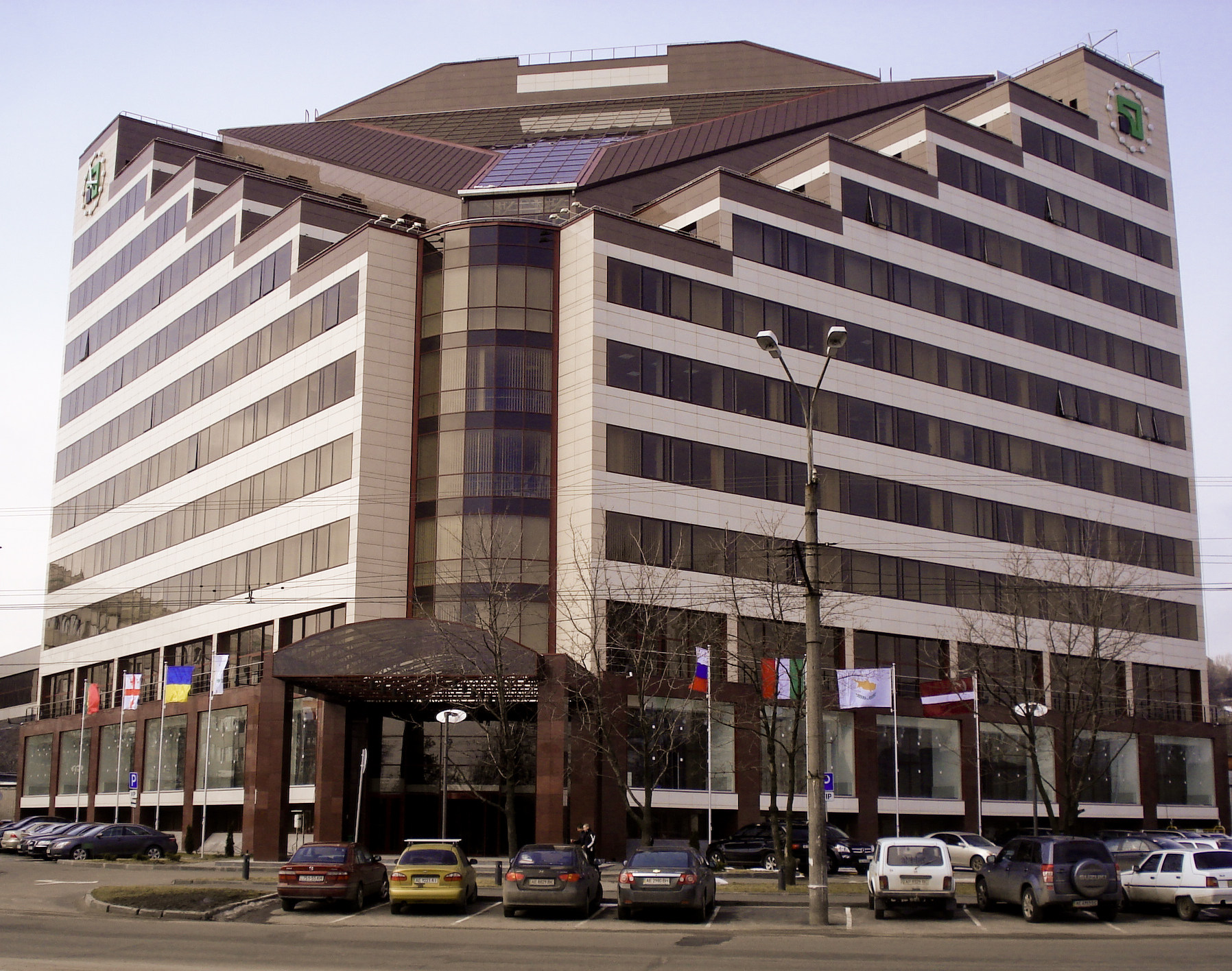
드니프로의 본사 (2010년)

프리바트방크(우크라이나어: ПриватБанк)는 고객 수, 자산 가치, 론 포트폴리오, 국가 예산에 지불되는 조세 면에서 우크라이나 최대의 상업 은행이다. 프리바트방크의 본사는 우크라이나 중부 드니프로에 위치해 있다. 게나디 보골리우보프와 이호르 콜로모이스키에 의해 설립되었고 관리된다.
프리바트방크는 애플 페이에 연결한 우크라이나 내 최초 은행이다.